# Arab Hasan Kabir
Arab Hasan Kabir (arab. عرب حسن كبير) – miejscowość w Syrii, w muhafazie Aleppo. W 2004 roku liczyła 2763 mieszkańców.